# Citharexylum gentryi
Citharexylum gentryi là một loài thực vật có hoa trong họ Cỏ roi ngựa. Loài này được Moldenke mô tả khoa học đầu tiên năm 1977.